# Родна кућа Јосипа Јелачића
Родна кућа Јосипа Јелачића се налази у Петроварадину, у оквиру Подграђа Петроварадинске тврђаве. У кући се 1801. године родио Јосип Јелачић Бужимски (1801—1859), као син високорангираног официра и потоњи генерал и хрватски бан. Кућа се налази на свим плановима тврђаве од средине 18. века, што потврђује урезана година 1745. у камену завршцу улазног портала из Назорове улице, што је највероватније година градње.

## Архитектура куће
Кућа је издуженог правоугаоног облика, саграђена је опеком као угаона грађевина, састоји се од подрума, приземља, спрата и мансарде, са широким колским улазом-капијом из Назорове улице, док се пешачки улаз налази из Београдске улице. Кроз капију ходник води до малог дворишта и ужег ходника који иде средином објекта до степеница за спрат и пешачког улаза. Подрум је дубок, засведен полуобличастом сводом са три сачуване цистерне за вино у јужном и источном зиду. У приземљу је пословни простор, док на спрат води широко степениште са дрвеним газиштима. Простор на спрату је издељен на четири стамбене јединице. Над средишњем делу спрата је мансарда оријентисана према Назоровој улици. У стану на мансарди сачувана је оригинална столарија и окови. Мансарда споља, карактеристичног је изгледа са троугаоним тимпаноном и угаоним волутама. Кров је сложен, различитих висина слемена, на уличном делу изразито висок и покривен бибер црепом.
Уличне фасаде су једноставно компоноване, временом преправљане, са наглашеним међуспратним и поткровним венцем. На спрату фасаде из Београдске улице налази се балкон на каменим конзолама и оградом од кованог гвожђа. Изнад балконских врата је спомен-плоча посвећена бану Јелачићу, постављена почетком 20. века.